# Boćarski klub Nada Split
Boćarski klub Nada Split je boćarski klub iz Splita, osnovan 1980. godine. Trenutno se natječe u 3. HBL Srednja Dalmacija.
Klupsko sjedište je na adresi Jurja Dobrile 6, 21000 Split.

## Klupski uspjesi
Boćarski klub Nada Split je osvojila naslov boćarskog prvaka Hrvatske 1991. godine i tako postala prvi boćarski prvak samostalne Republike Hrvatske.

## Poznati igrači kroz povijest
- Marijan Botica
- Branko Ćubela
- Marin Ćubela
- Pero Ćubela
- Ante Čulić
- Markica Dodig
- Nikola Kapitanović
- Mate Kesić
- Tonći Jurčić
- Zvonko Rančić
- Marin Ribičić
- Siniša Stipić
- Igor Žuljević
- Luka Žure